# Haagweg (Breda)

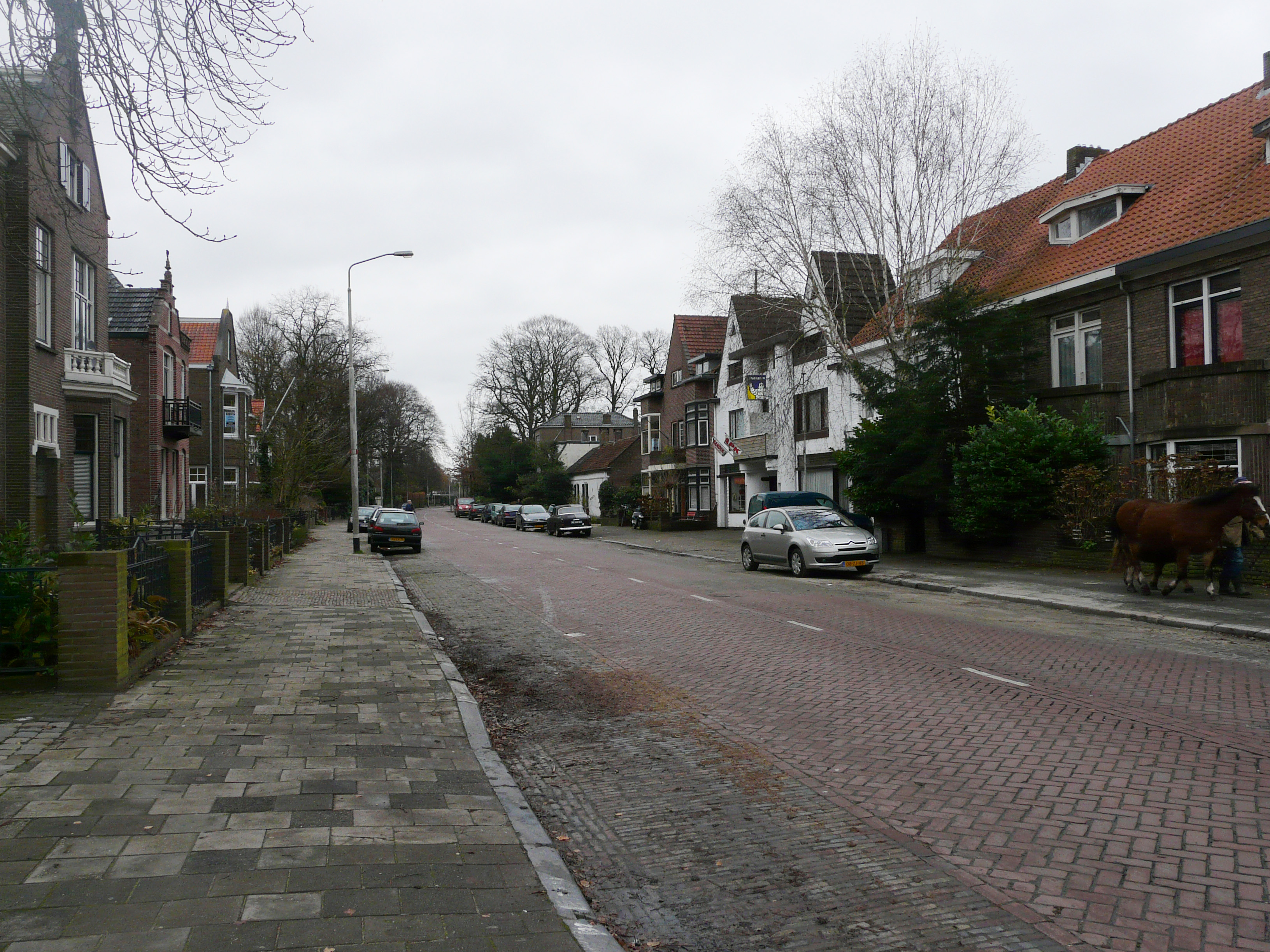
Haagweg

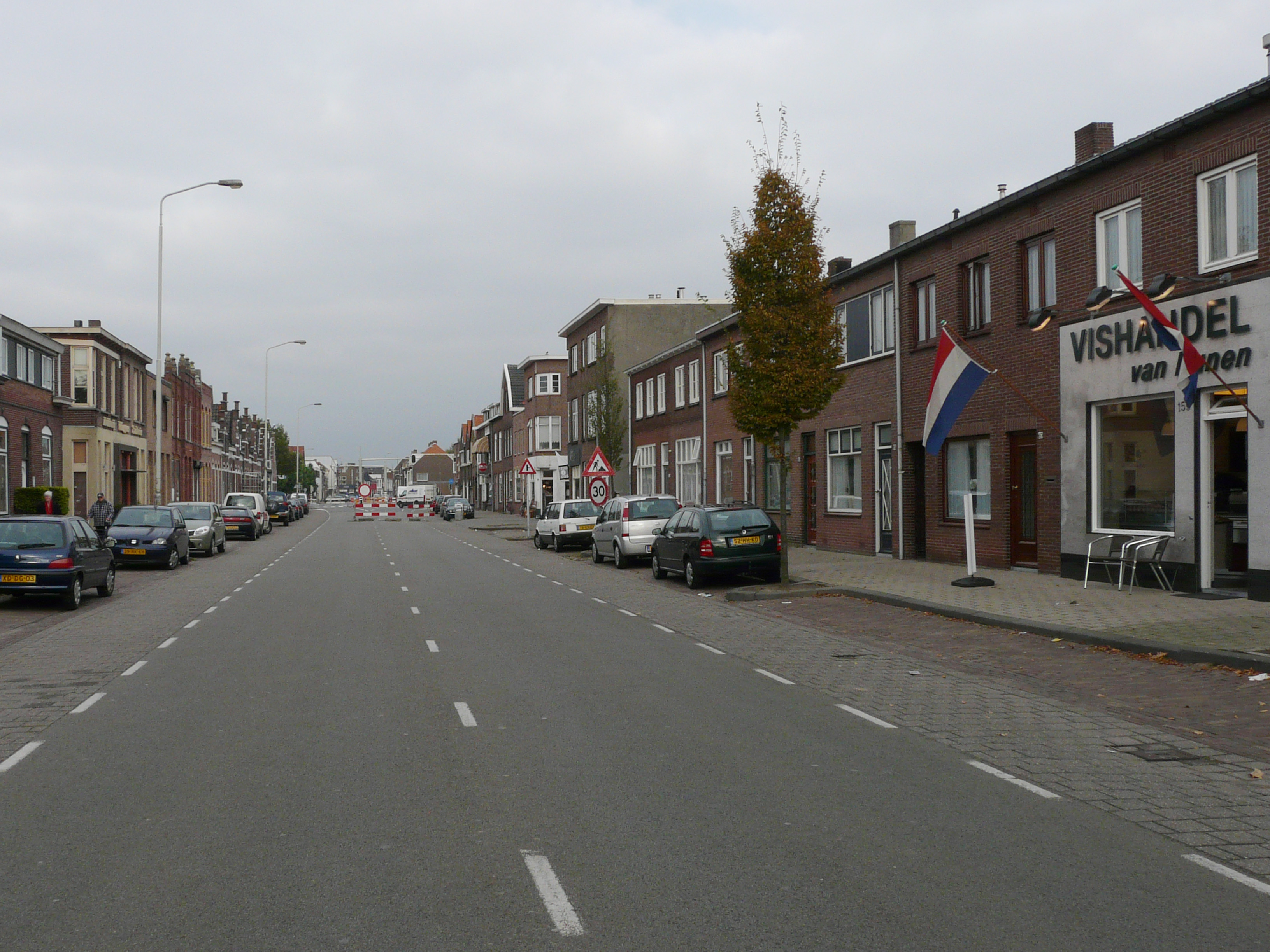
Haagweg halverwege

Haagweg (Breda) is een oude en lange straat in Breda. Hij loopt vanuit de binnenstad naar Princenhage. Het is de oude verbindingsweg tussen Princenhage en Breda. De Haagweg begint op de Haagsemarkt. Halverwege kruist de Haagweg de Tuinzigtlaan. Aan het eind kruist hij de Tramsingel. De Haagweg gaat over in de Haagdijk.

## Geschiedenis
De Haeghstrate werd voor het eerst in 1474 genoemd. Het stuk van de huidige Haagweg tussen de Oranjeboomstraat en de Oosterstraat is aangelegd in het midden van de 15de eeuw. Het was de verbinding tussen het toen zelfstandige Princenhage en Breda. In 1683 wordt de weg de Steenweg genoemd. Hij was beplant met olmen. In 1810-1813 was het een onderdeel van de nieuwe straatweg van Parijs naar Amsterdam.
In 1825-1830 werd het onderdeel van de nieuwe weg van Bergen op Zoom naar Breda. Vanaf 1870 werden de Bredase vestingwerken geslecht. In 1875 werd de Nieuwe Haagdijk en het gedeelte van de huidige Haagweg tot aan de Dijklaan aangelegd en kreeg in 1877 Nieuwe Haagdijk. In 1895 kreeg het gedeelte tussen de singel en de Dijklaan de naam Haagweg. Na de annexatie van 1927 heette het tot aan de Bloemkool de Bredascheweg. Het deel van de Haagsemarkt tot aan de Zuilenstraat heette toen Voorstraat. Na de annexatie van 1942 werd ook dit deel opgenomen tot de huidige Haagweg.
Aan de Haagweg was vroeger onder meer het N.V. Preservenbedrijf en een hovenier gevestigd. Ook was er een stijfselfabriek. Voorbij de kruising met de Tuinzigtlaan waren fruithandelaren gevestigd.
Voor de St-Annakerk was vroeger het tramstation Haagpoort van de Zuid-Nederlandsche Stroomtramweg-Maatschappij (ZNSM) die een verbinding had van Station Breda naar Princenhage.

## Huidige functie
Er zijn nog enkele monumentale panden langs de huidige Haagweg zoals onder andere de Bloemkool, Klein Buitenveld en rijksmonument Meertensheim. Verder zijn er verschillende soorten woningen en enkele lokale winkels. Halverwege is de supermarkt Jumbo gekomen. Die weer verhuisd is na de Dokter Struykenplein.
Princenhaags museum bevindt zich op nummer 334 en op nummer 375 het Bierreclame Museum.
Langs de Haagweg bevindt zich nog de begraafplaats Zuylen.
Aan het eind van de Haagweg staat de Sint Annakerk en de voormalige pastorie. Hier wordt op zaterdag een markt gehouden.